# Frühstück mit einer Unbekannten
Frühstück mit einer Unbekannten ist ein deutscher Fernsehfilm aus dem Jahr 2007 von Regisseurin Maria von Heland. Der Film thematisiert die Bekämpfung der globalen Armut in Form einer romantischen Komödie und stellt eine Neuverfilmung des britischen Fernsehfilms G8 auf Wolke Sieben aus dem Jahr 2005 dar.

## Handlung
Laurens ist Beamter in hoher Position im Bundesfinanzministerium und direkt dem Bundesfinanzminister unterstellt.
Laurens hat es beruflich weit gebracht und ist ein stets funktionierendes Rädchen im Hintergrund des Politzirkus.
Laurens lebt inmitten von Zahlen und nur für seine Arbeit („Wenn ich nicht arbeite, arbeite ich“). Smalltalk ist nicht seine große Stärke und beschränkt sich eher auf die Vermittlung von Fakten („Tatsächlich hat die Nutzung des Nahverkehrs in den letzten 3 Jahren um etwa 27,4% zugenommen“). Privatleben oder Liebesbeziehungen sind Fremdwörter für ihn und haben keinen Platz in seinem Leben, was ihn verunsichert, aber letztlich unabänderlich scheint.
Eines Morgens setzt er sich in einem vollen Café zu der hübschen Gina, um seine Unterlagen und Gedanken zu ordnen und einen Kaffee zum Frühstück zu trinken. Es entwickelt sich ein belangloses Gespräch.
Gina ist Hebamme und hat gerade einen anstrengenden Arbeitstag hinter sich gebracht. Beide sind müde und gähnen, was kein idealer Ausgangspunkt für eine Romanze ist. Dennoch setzt sich das Gespräch durch einen Zufall außerhalb des Lokals fort und sie treffen eine Verabredung miteinander.
Zu dieser Verabredung erscheinen beide nur, weil sie absagen möchten. Im Vorfeld äußerte Gina ihrer Mitbewohnerin die Befürchtung, dass dieser Mann „viel zu alt“ für sie wäre.
Ein beharrlicher Kellner und ein beiderseitiges Hungergefühl lassen das gemeinsame Essen dann doch zustande kommen. Als sie dabei zufällig den Finanzminister treffen, lädt er Gina ein, als Laurens’ Begleiterin mit auf die G8-Konferenz in Heiligendamm zu kommen.
Gina sagt zu und reist in den geliehenen Schuhen der besten Freundin mit der Staatseskorte nach Heiligendamm. In Heiligendamm ist alles auf Hochglanz poliert und den Problemen der Welt entrückt, die eigentlich Thema des Gipfels sein sollten. Die Gipfelteilnehmer finden sich mit den Problemen der globalen Erwärmung und der globalen Armut ab und ringen nicht um Lösungen. Gina kann jedoch diese Gleichgültigkeit nicht ertragen und stürzt den Gipfel mit ihren grundehrlichen, aber unbedachten Konversationsversuchen auf schlüpfrigem Society-Parkett ins Chaos. Mehrmals erinnert sie den deutschen Finanzminister an die Millenniumsziele und fordert ihn als Wählerin dazu auf, sich mit ganzer Kraft für deren bedrohte Erfüllung einzusetzen. Unter den vom Politikgeschehen glattgeschliffenen Gipfelteilnehmern wirkt sie wie ein Sandkorn im Getriebe, indem sie unangenehme Tatsachen zur Sprache bringt und die Gipfelteilnehmer dazu zwingt, sich mit der Realität dieser Welt auseinanderzusetzen.
Zum Eklat kommt es, als sie beim Abschiedsessen die Rede der Bundeskanzlerin unterbricht und ihr und ihren Kollegen schonungslos deren Untätigkeit vorwirft angesichts der 30.000 Kinder, die täglich an den Folgen der Armut sterben. Gina muss daher den G8-Gipfel verlassen, und auch der zurückbleibende Laurens wird beim nächsten Arbeitstreffen des Finanzministers nach Hause geschickt.
Doch etwas scheint Ginas flammender Appell bewirkt zu haben. Die Bundeskanzlerin beruft am letzten Tag überraschend noch eine Arbeitssitzung der acht Regierungschefs zum Thema Millenniumsziele ein.

## Ausstrahlung in Deutschland
Die Free-TV-Premiere in Deutschland erfolgte am 29. Mai 2007 auf Sat.1. Insgesamt sahen den Film 3,69 Millionen Zuschauer bei 11,7 Prozent Marktanteil. In der werberelevanten Zielgruppe lag der Marktanteil bei 11,7 Prozent durch 1,51 Millionen Zuschauer.

## Kritik
„Auf deutsche Verhältnisse zugeschnittene, der Aktualität angepasste Adaption einer englischen Fernsehproduktion, die das Genre der romantischen (Fernseh-)Komödie mit allzu sanfter Gesellschaftskritik bemüht unterhaltsam aufpeppt.“